# 堪薩斯市期貨交易所
堪萨斯期货交易所（Kansas Chy Board of Trade，縮寫：KCBT）于1856年成立，是世界上最主要的面包小麦交易所之一，专营硬红冬小麦合约，位于密苏里州堪萨斯城的4800主街。2012 年 10 月 17 日，芝加哥商品交易所集團宣布将以 1.26 亿美元现金收购该交易所。
1982年2月24日，美国堵萨斯期货交易所(KCBT)开发价值线综合指数期货合约（The Value Line Index），使股指也成为期货交易的对象，世界上第一个股指期货就此诞生。

## 外部連結
- 官方网站